# Stazione di Brindisi
Stazione di Brindisi vasútállomás Olaszországban, Puglia régióban, Brindisi településen.

## Vasútvonalak
Az állomást az alábbi vasútvonalak érintik:
- Ancona–Lecce-vasútvonal
- Potenza-Brindisi-vasútvonal

## Kapcsolódó állomások
A vasútállomáshoz az alábbi állomások vannak a legközelebb: 
- Stazione di San Vito dei Normanni
- Stazione di Tuturano ( – 2017. november 19.)
- Stazione di San Pietro Vernotico (2017. november 19. – )
- Brindisi Perrino railway halt (2016. június 12. – )